# Erica lananthera
Erica lananthera är en ljungväxtart som beskrevs av Harriet Margaret Louisa Bolus. Erica lananthera ingår i släktet klockljungssläktet, och familjen ljungväxter. Inga underarter finns listade i Catalogue of Life.